# Paraleuctra sara
Paraleuctra sara är en bäcksländeart som först beskrevs av Peter Walter Claassen 1937.  Paraleuctra sara ingår i släktet Paraleuctra och familjen smalbäcksländor. Inga underarter finns listade i Catalogue of Life.